# Fukuoka Joshi Daigaku

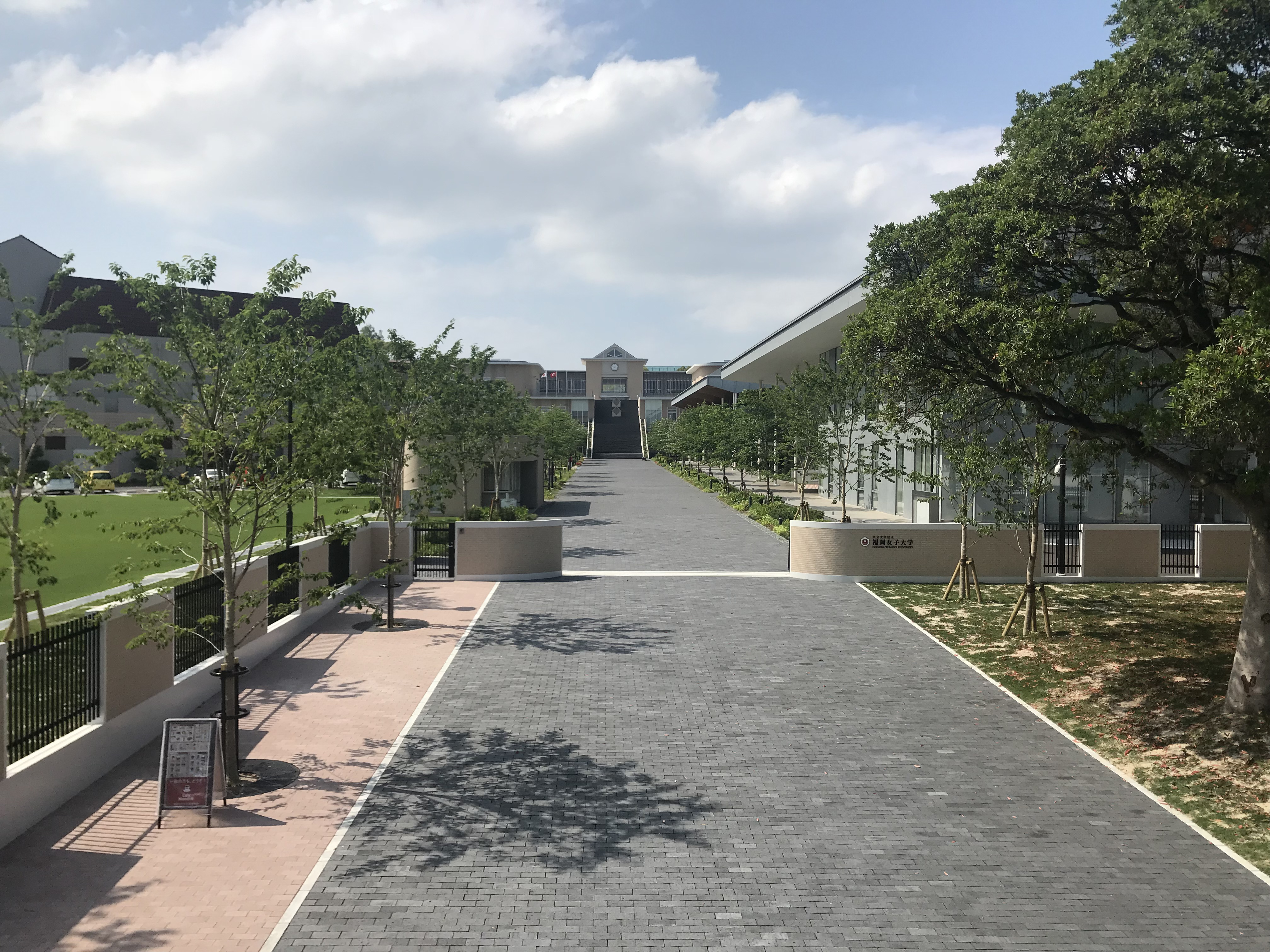
Haupttor (2018)

Die Fukuoka Joshi Daigaku (japanisch 福岡女子大学, dt. „Frauen-Universität Fukuoka“; engl. Fukuoka Women's University, kurz: FWU) ist eine öffentliche (präfekturale) Universität in Higashi-ku, Fukuoka in der Präfektur Fukuoka (Japan).

## Geschichte
Die Universität wurde 1923 als Präfekturale Frauenfachschule Fukuoka (福岡県立女子専門学校 Fukuoka-kenritsu joshi semmon gakkō) gegründet. Sie war die erste der präfekturalen und städtischen Frauenfachschulen in Japan. Sie hatte Abteilungen für Geisteswissenschaften und Haushaltswissenschaft. 1925 wurde sie in Frauenfachschule der Präfektur Fukuoka (福岡県女子専門学校 Fukuoka-ken joshi semmon gakkō) umbenannt. 1950 wurde sie zur 4-jährigen Fukuoka Joshi Daigaku umgewandelt. 1951 zog sie in den heutigen Campus um. 1993 richtete sie die Graduiertenschule (Masterstudiengänge), 1997 dann die Doktorkurse.

## Fakultäten
- International College of Arts and Sciences (国際文理学部)
  - Abteilung für Internationale Liberal Arts
  - Abteilung für Umweltwissenschaften
  - Abteilung für Lebensmittel- und Gesundheitswissenschaften